# Massacre de Geochang

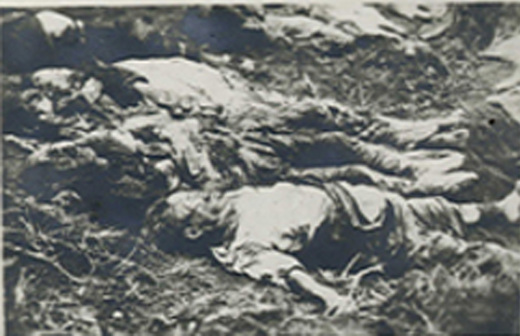
Des victimes du massacre de Geochang

Le massacre de Geochang a été commis par le troisième bataillon du 9e régiment de la 11e division de l’armée sud-coréenne entre le 9 et le 11 février 1951 sur 719 habitants non armés du district de Geochang dans le sud de la Corée pendant la guerre de Corée. 385 victimes étaient des enfants.
Le 7 février, la guérilla communiste attaque la mairie de Sinwon, tuant des policiers et des soldats. L’armée pense que les attaquants sont soutenus par les villageois. Le premier massacre eut lieu dans le village de Chongyeon où 84 habitants furent rassemblés puis fusillés. Le 10 février, l’armée regroupe des villageois vers l’école élémentaire de Sinwon. Sur le chemin, les soldats fusillent 100 personnes dans la vallée de Tallianggol. Le lendemain, 517 personnes sont emmenées dans la vallée de Baksangol, tuées et laissées sur place.
En mars 1951, Shin Jung-mok, un député de Geochang, parla de ce massacre à l’assemblée nationale. Une commission d’enquête tenta d'investiguer mais elle en fut empechée par l’armée. En mai 1951, une deuxième commission réussit à prouver l’implication de l’armée. À la suite de ces recherches, le major Han Dong-seok et le colonel Oh Ik-gyun furent condamnés à la prison à perpétuité par un tribunal militaire. Peu après, ils furent graciés par le président Syngman Rhee.
Ce massacre ne fut pas un cas unique durant la guerre de Corée ; ce qui fait sa singularité, c’est que ce fut le seul où des membres du gouvernement ont cherché à découvrir la vérité et où une condamnation fut prononcée.
Durant les années de dictature qui ont suivi, les survivants ne purent pas demander des réparations ni des éclaircissements. Ce n’est qu’en 1996 que l’assemblée promulgua une loi spéciale concernant les événements de Geochang pour faciliter le travail de mémoire.
Le tribunal local demanda en 2001 que le gouvernement paye des réparations aux victimes ; cependant les instances supérieures déclarèrent que le délai de prescription était dépassé, ce qui fut confirmé par la cour suprême le 5 juin 2008.
Un parc du souvenir a été ouvert en avril 2004 dans la commune de Sinwon.